# تريامتيرين
تريامتيرين (بالإنجليزية: Triamterene)‏ هو دواء يُستعمل في علاج:
- استسقاء عام[9]
- ارتفاع ضغط الدم[9]
- نقص بوتاسيوم الدم[9]

## دوره
يلعب هذا الدواء دورًا في علاج الأمراض كونه:
- مدر البول